# Antônio da Rocha Fernandes Leão
Antônio da Rocha Fernandes Leão (1840 — Rio de Janeiro, 15 de junho de 1909) foi um político brasileiro.

## História
Nascido em Minas Gerais, graduou-se bacharel em direito e elegeu deputado provincial pelo quinto distrito de Minas Gerais na 15.ª Legislatura	(1872-1875). Foi presidente da província do Rio de Janeiro, de 17 de maio de 1886 a 30 de abril de 1888. Durante seu mandato, iniciou os preparativos para a criação de uma comissão de demarcação das divisas provinciais do Rio de Janeiro com Minas Gerais, porém a falta de recursos impediu a instalação da comissão até 1892. Por seu empenho na ampliação da Linha do Litoral  da Estrada de Ferro Leopoldina até Casimiro de Abreu, uma das estações implantadas na localidade foi rebatizada "Rocha Leão", dando origem anos mais tarde ao distrito homônimo.